# 김양출
김양출(본명: 김승미)~)는 대한민국의 배우이자 요리연구가이다.

## 드라마
- 2004년 오픈드라마 《남과 여》
- 2004년 《발리에서 생긴 일》 - 신입 여직원 역
- 2004년 《토지》
- 2005년 《봄날》
- 2007년 《가족연애사 2》
- 2007년 《푸른 물고기》
- 2008년 《물병자리》

## 방송
- SBS 놀라운 대회 스타킹

## 연극
- 신의 아그네스
- 홍도야 우지마라

## 경력
- 양출쿠킹 대표
- 핫토리영양전문학교 졸업

## 학력
- 단국대학교 경영대학원 예술경영학과 (졸업)
- 청운대학교 방송연기학과 (졸업)